# Pribilof-Rotzahnspitzmaus
Die Pribilof-Rotzahnspitzmaus (Sorex pribilofensis oder S. hydrodromus) ist eine Art aus der Gattung der Rotzahnspitzmäuse. Sie gehört ebenso wie die Sankt-Lorenz-Rotzahnspitzmaus zu den endemischen Arten dieser Gattung; ihr Vorkommen ist nach derzeitigem Wissensstand auf die Insel St. Paul, die zu den Pribilof Islands im Beringmeer zählt, begrenzt. Wegen ihres nördlichen Lebensraums ist sie eine der wenigen Insektenfresser, die zur Fauna der Arktis zählen. 
Die Körperlänge der Pribilof-Rotzahnspitzmaus beträgt inklusive Schwanz lediglich 88 bis 97 Millimeter. Ihr Gewicht liegt zwischen drei und vier Gramm. Ihre Körper- und die Schwanzoberseite ist braun. Die Körper- und Schwanzunterseite dagegen deutlich heller.